# Джон Каррі
Джон Ентоні Каррі (англ. John Anthony Curry; 9 вересня 1949 — 15 квітня 1994) — британський фігурист. Він був олімпійським чемпіоном та чемпіоном світом 1976 року. У своїх виступах він поєднав балет та сучасні танці.

## Раннє життя
Каррі народився 9 вересня 1949 року в Бірмінгемі, Англія. У нього було два старших брати. Освіту здобув у школі Соліхалл, незалежній школі в Вест-Мідленді, а потім у Сент-Ендрюсі, незалежній школі-інтернаті в Сомерсеті. У дитинстві Каррі хотів стати танцівником, але його батьки не схвалювали танець як заняття для хлопчиків; Натомість він почав відвідувати уроки фігурного катання під керівництвом Кена Вікерса на ковзанці Саммерхілл Роуд у Бірмінгемі.

## Катання на ковзанах
Після того, як його батько покінчив життя самогубством, коли Джону було 16 років, він переїхав до Лондона, щоб вчитися у Арнольда Гершвіліра, який привів його до першого титулу в 1971 році. У 1972 році Каррі знайшов американського спонсора, який дозволив йому навчатися в США у Гаса Луссі та Карло Фассі.

### Змагальна кар'єра
Фассі тренував Каррі до європейських, світових та олімпійських титулів у 1976 році. У тому ж році Каррі виграв чемпіонат Великої Британії, давши йому бажаний Великий шолом у фігурному катанні з його чотирма основними титулами в 1976 році. У цьому ж році він був прапороносцем на зимових Олімпійських іграх у Великій Британії і був визнаний спортивною особистістю року ВВС у 1976 році. Він був першим фігуристом з Великої Британії, який виграв олімпійське золото.
Як конкурент-аматор, Каррі відзначався своєю балетною поставою, а також чудовим контролем тіла. Поряд з канадським фігуристом Толлером Кренстоном, Каррі вплинув за виведення художнього та презентаційного аспектів фігурного катання на новий рівень. На піку своєї змагальної кар'єри Каррі також досягав як обов'язкових показників, так і спортивних (стрибкових) аспектів вільного катання.

### Професійна кар'єра
Після чемпіонату світу 1976 року Каррі став професіоналом і заснував компанію для гастролів. Каррі замовив також роботи таких відомих танцювальних хореографів, як сер Кеннет Макміллан, Пітер Мартінс та Твіла Тарп. Як повідомляється, Каррі був важкою людиною, і суперечка з керівниками бізнесу його компанії, змусила призупинити діяльність в середині 1980-х. Після цього Каррі дуже рідко виступав на публіці. 
До Бродвейського театрального надбання Каррі належать «Icedancing» (1978), в якому він виступав як виконавець та режисер, а також відродження Brigadoon (1980) та «Privates on Parade» (1989).

## Особисте життя
До чемпіонату світу 1976 року Каррі оголосив, що є геєм. Тоді це спричинило невеликий скандал у Європі, але сексуальна орієнтація Каррі, як правило, протягом багатьох років ігнорувалася пресою та громадськістю.
У 1987 році Каррі поставили діагноз ВІЛ, а в 1991 — СНІД. Перед смертю він розповідав пресі як про свою хворобу, так і про свою сексуальну орієнтацію. Останні роки життя він провів з матір'ю. Він помер від серцевого нападу, пов'язаного зі СНІДом, 15 квітня 1994 р. У Бінтоні, штат Уорікшир, у віці 44 років.
У біографії актора Алана Бейтса зазначено, що Каррі та Бейтс мали дворічний роман і що Каррі помер на руках Бейтса.
У 2018 році вийшов документальний фільм про життя і кар'єру Каррі «Крижаний король».